# Heinz Leschanowsky
Heinz Leschanowsky (* 23. Oktober 1932 in Nürnberg; † 22. Mai 1992 ebenda) war ein deutscher Politiker (CSU).
Leschanowsky war gelernter Mühlen- und Maschinenbauer, Metallfacharbeiter eines Nürnberger Großbetriebs, Betriebsrat und vierzehn Jahre ehrenamtlicher Richter am Sozialgericht.
Leschanowsky wurde 1951 Mitglied der Katholischen Arbeiterbewegung, er war auch Bezirksvorsitzender der Christlich-Sozialen Arbeitnehmerschaft, der Arbeitnehmer-Union der CSU, in Nürnberg-Fürth. Von 1972 bis 1974 war er Stadtrat in Nürnberg, danach war er von 1975 bis zu seinem Tod Mitglied des Bayerischen Landtags, zuletzt direkt gewählt im Stimmkreis Nürnberg-West.